# ألبرت رينولدز
ألبرت رينولدز (بالإنجليزية: Albert Reynolds)‏ (و. 1932 – 2014 م) هو سياسي من جمهورية أيرلندا .

## روابط خارجية
- ألبرت رينولدز على موقع IMDb (الإنجليزية)
- ألبرت رينولدز على موقع الموسوعة البريطانية (الإنجليزية)
- ألبرت رينولدز على موقع مونزينجر (الألمانية)
- ألبرت رينولدز على موقع ميوزك برينز (الإنجليزية)
- ألبرت رينولدز على موقع إن إن دي بي (الإنجليزية)